# Al-Hajat (Syria)
Al-Hajat (arab. الهيات) – miejscowość w Syrii, w muhafazie As-Suwajda. W 2004 roku liczyła 1176 mieszkańców.